# Cercidium sonorae
Cercidium sonorae är en ärtväxtart som beskrevs av Joseph Nelson Rose och Ivan Murray Johnston. Cercidium sonorae ingår i släktet Cercidium och familjen ärtväxter. Inga underarter finns listade i Catalogue of Life.